# Гасанов, Идрис
Идрис Мешеди Заман оглы Гасанов (азерб. İdris Məşədi Zaman oğlu Həsənov; 1897, Елизаветполь — 3 ноября 1950, Баку) — азербайджанский учёный-диалектолог, получивший без защиты диссертации учёную степень кандидата филологических наук и звание профессора; профессор Азербайджанского педагогического института, автор проекта пунктирных букв для слепых на основе латинской графики в 1932 году, директор Института истории, археологии и этнографии азербайджанского филиала АН СССР; жертва сталинских репрессий.

## Биография
Родился в 1897 году в Гяндже в семье ремесленника. В 1908 году поступил в Гянджинский университет, который окончил в 1913 году. 
Работал бухгалтером. Занимаясь самообразованием в течение 2—3 лет, записался в «Петербургскую домашнюю школу» и «самоучку иностранных языков».
В 1918 году был призван из Гянджи на военную службу и работал переводчиком в штабном корпусе. 
В 1919 году был принят слушателем на Восточный факультет Азербайджанского государственного университета. В 1920 году становится студентом того же факультета. Работал кассиром и одновременно в народном военном комиссариате.
В 1920 году переведён в Гянджу на должность секретаря-переводчика губернского военного комиссариата. Спустя год, вернувшись в Баку, продолжил образование в университете. В 1924 году окончил Восточный факультет Азербайджанского государственного университета.
С 1922 по 1930 год был членом Общества обследования и применения Азербайджана и председателем словарно-языковой комиссии.
В 1927 году участвует в 1-м пленуме Всесоюзного центрального комитета нового тюркского алфавита.
С 1927 по 1931 год жил в Москве, преподавал азербайджанский язык в Коммунистическом университете трудящихся Востока и учился в аспирантуре НИИ национальной культуры народов Востока.
После возвращения в Баку работал в Азербайджанском педагогическом институте, получив научную должность доцента, затем профессора.
В 1932 году разрабатывает проект пунктирных букв для слепых на основе латинской графики.
22 ноября 1935 года без защиты диссертации получает учёную степень кандидата филологических наук и звание профессора.

### Преследование. Арест
19 июля 1937 года назначен директором Института истории, археологии и этнографии азербайджанского филиала АН СССР. Спустя год был освобождён от занимаемой должности, а затем арестован по обвинениям в «пантюркистской деятельности».
2 июня 1939 года был отправлен в исправительно-трудовой лагерь на 8 лет в Красноярский край.
Вернувшись в Гянджу после отбывания срока наказания, начинает работать рядовым учителем в школе № 6. Но уже 21 декабря 1949 года снова оказывается под арестом.
Дальнейшая судьба неизвестна.